# Javier Couso Permuy
Javier Couso Permuy (Ferrol, 8 de noviembre de 1968) es un político español. Exeurodiputado, en primer lugar por La Izquierda Plural y después como independiente en el grupo parlamentario de GUE-NGL Es hermano del fallecido periodista José Couso.

## Carrera
Empezó con un grupo llamado Fobia, para después formar parte de la banda hardcore punk anarquista Sin Dios, que tuvo especial presencia en los años 90s. Milita en Izquierda Unida desde 2011, sin haber abandonado sus vínculos con diversos movimientos sociales.
A propuesta de la federación balear de Izquierda Unida fue incluido como número siete dentro de la lista presentada por La Izquierda Plural a las elecciones europeas de 2014. La lista de La Izquierda Plural consiguió seis diputados, pero la dimisión, el 25 de junio de 2014, antes de tomar posesión del escaño, de Willy Meyer hizo que Couso ocupase su plaza como eurodiputado.
Fue vicepresidente de la Comisión de Asuntos Exteriores y de la Delegación para las Relaciones con Irak, miembro de la Subcomisión de Seguridad y Defensa y de la Delegación para las Relaciones con la Asamblea Parlamentaria de la OTAN, y suplente de la Subcomisión de Derechos Humanos, de la Delegación en la Comisión Parlamentaria Mixta UE-México y en la Delegación en la Asamblea Parlamentaria Euro-Latinoamericana.
Fue designado número uno por la candidatura Izquierda en Positivo (una escisión de La Izquierda Plural-Unidas Podemos-En Marea-Més per les Illes Balears) a Elecciones al Parlamento Europeo de 2019 pero no salió elegido eurodiputado.